# Schwarzburg
Schwarzburg là một đô thị trong thung lũng Schwarza (tiếng Đức: Schwarzatal) ở huyện Saalfeld-Rudolstadt trong bang Thüringen, nước Đức. Đô thị Schwarzburg có diện tích 14,63 km².